# Menzel Chaker (délégation)
Pour les articles homonymes, voir Menzel Chaker, Menzel (homonymie) et Chaker.
Menzel Chaker est une délégation tunisienne dépendant du gouvernorat de Sfax.
Créée en 1956, elle se divise en douze imadas : Bechka, Bir El Mellouli, Bou Jarbou, Bouthadi, Chaaleb, El Achech, El Bokaa Elbidha, El Aouadnan, El Haj Kacem, Majel Edraj, Menzel Chaker et Telil el-Ajla.
En 2004, elle compte 34 119 habitants dont 17 179 hommes et 16 940 femmes répartis dans 7 084 ménages et 8 261 logements.